# Лівобережна (станція метро)
50°27′05″ пн. ш. 30°35′56″ сх. д. / 50.45139° пн. ш. 30.59889° сх. д.
«Лівобере́жна» — 9-та станція Київського метрополітену. Розташована на Святошинсько-Броварській лінії між станціями «Гідропарк» і «Дарниця». Відкрита 5 листопада 1965 року.

## Конструкція
Конструкція станції — естакадна відкрита з однією острівною платформою.
Колійний розвиток: станція без колійного розвитку.

## Опис
За конструкцією та споряджувальними матеріалами «Лівобережна» аналогічна станціям «Гідропарк» і «Дарниця», але має два вестибюлі, прибудованих до порталів-виходів, що значно збільшує пропускну спроможність станції. До речі, це одна з двох станцій київського метрополітену, які знаходяться на естакаді. На відміну від станції «Дніпро», станція «Лівобережна» — з острівною платформою. Посадкова платформа прикрита навісом, який спирається на колони, розташовані вздовж її осі. Платформа сполучена східцями з двома наземними вестибюлями, прибудованими до естакади.
1976 року для збільшення пропускної спроможності була проведена реконструкція станції — до порталів-входів прибудовано два вестибюлі.
У лютому — травні 2017 року проведено капітальний ремонт вестибюлів і платформи станції з тимчасовим закриттям вестибюлів.

## Розташування
Поряд зі станцією знаходяться готель «Турист», Міжнародний виставковий центр і Театр драми і комедії на лівому березі Дніпра.
Поблизу станції в жовтні 2011 року відкрито залізничний зупинний пункт Лівобережна міської електрички.

## Пасажиропотік
| Рік                           | 2009 | 2011 | 2012 | 2013 | 2014 | 2015 | 2016 | 2017 | 2018 |
| ----------------------------- | ---- | ---- | ---- | ---- | ---- | ---- | ---- | ---- | ---- |
| Пасажиропотік, тис. осіб/добу | 49,2 | 52,6 | 52,3 | 54,0 | 50,9 | 48,1 | 47,4 | 45,9 | 46,7 |

## Режим роботи
Відправлення першого поїзда в напрямку:
- ст. «Лісова» — 06:08
- ст. «Академмістечко» — 05:41

Відправлення останнього поїзда в напрямку:
- ст. «Лісова» — 00:37
- ст. «Академмістечко» — 00:11

Розклад відправлення поїздів у вечірній час (після 22:00) в напрямку:
- ст. «Лісова» — 23:04, 23:16, 23:28, 23:39, 23:51, 0:02, 0:14, 0:25, 0:37
- ст. «Академмістечко» — 22:18, 22:30, 22:42, 22:53, 23:03, 23:13, 23:23, 23:33, 23:46, 23:58, 0:11

## Зображення

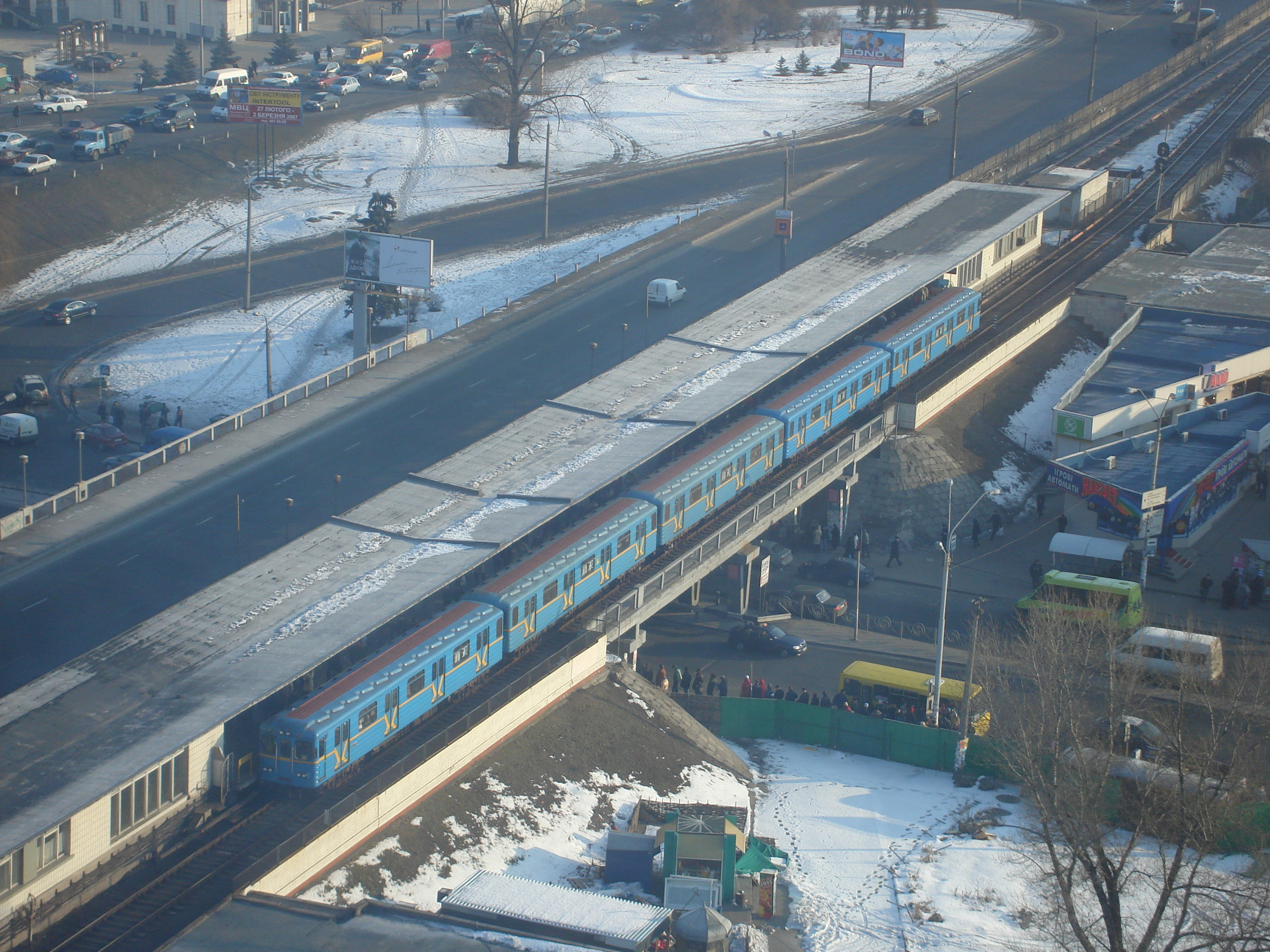
Вид з верхніх поверхів готелю «Турист»
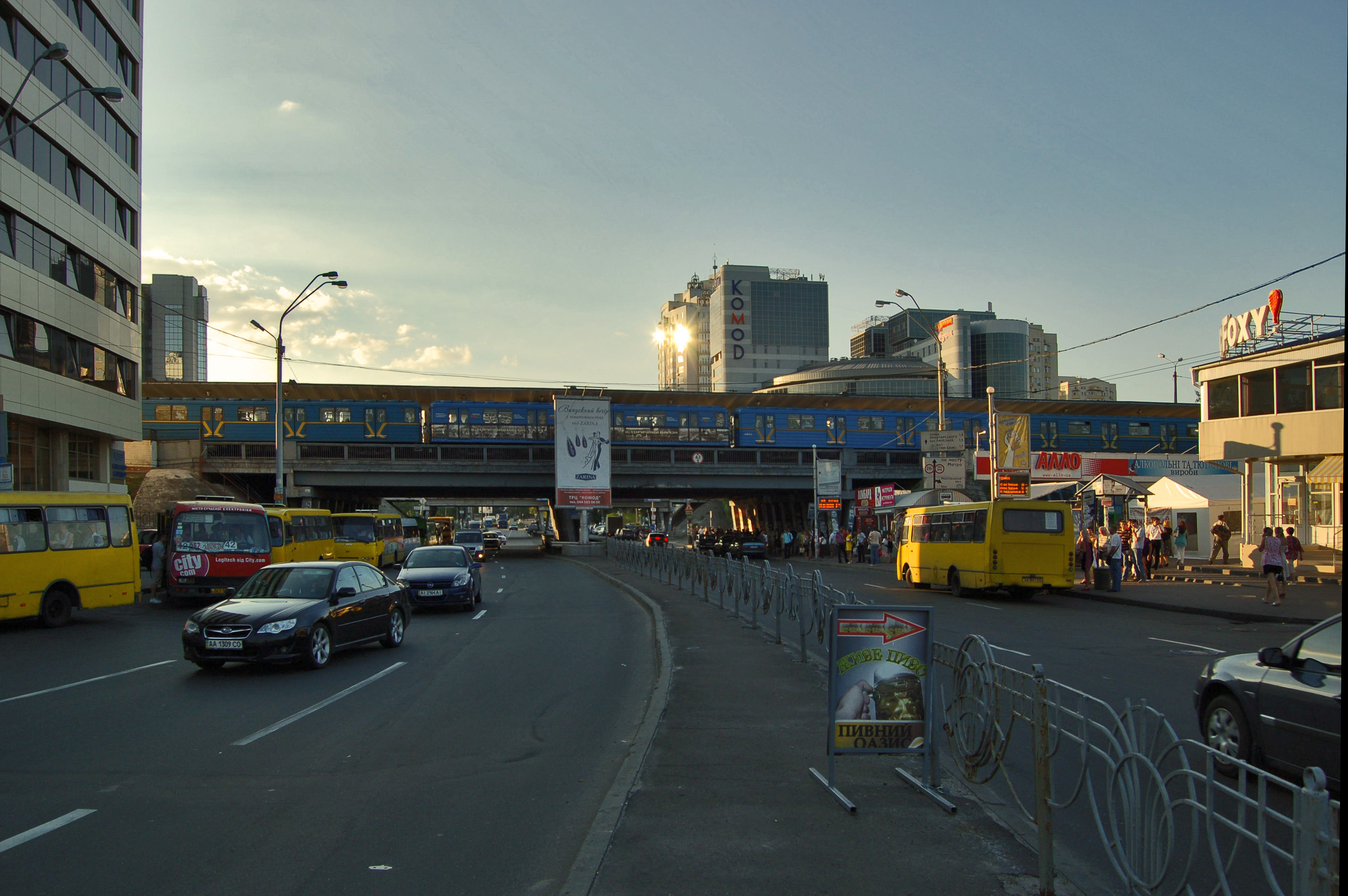
Загальний вигляд станції
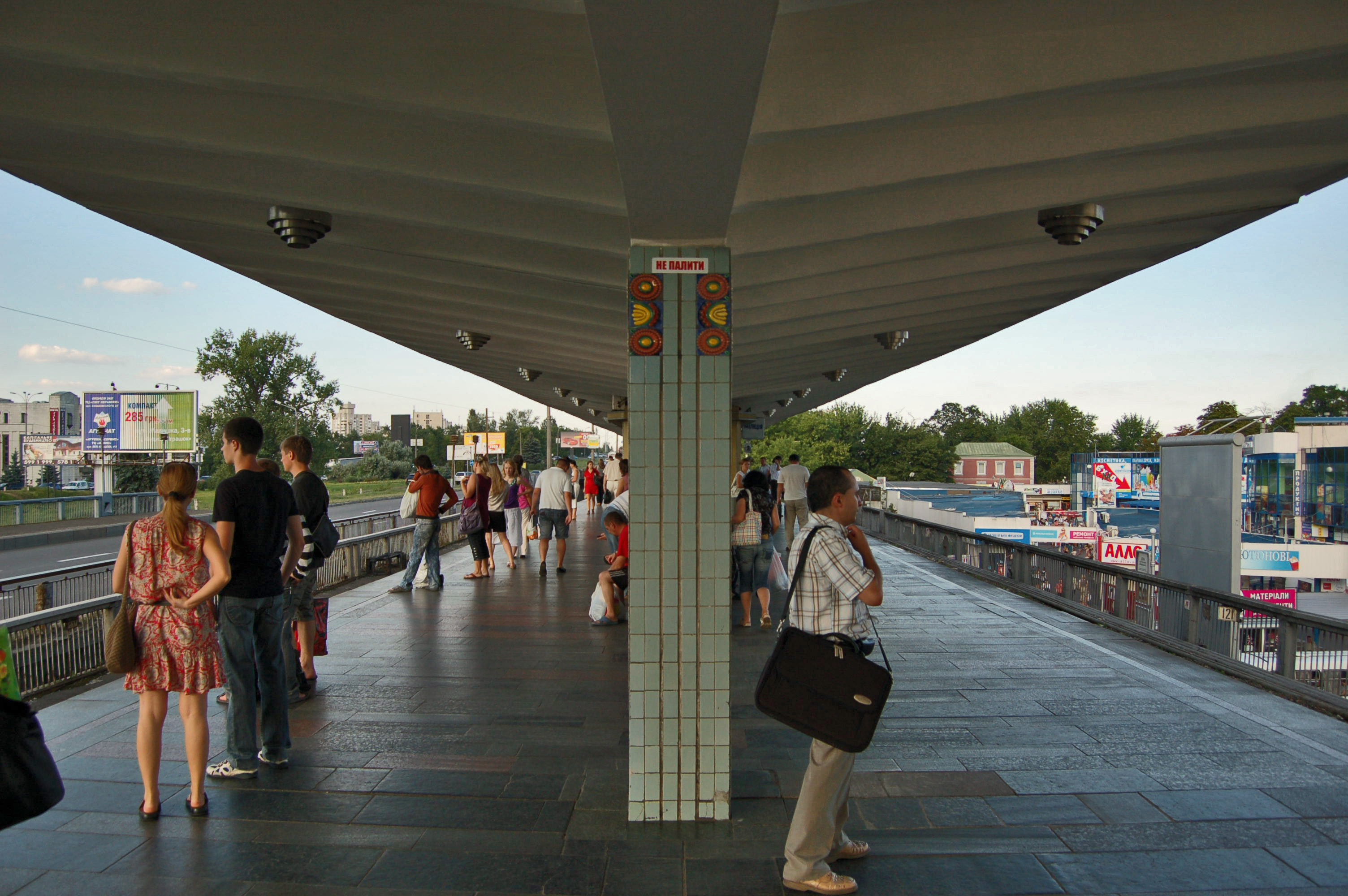
Платформа станції
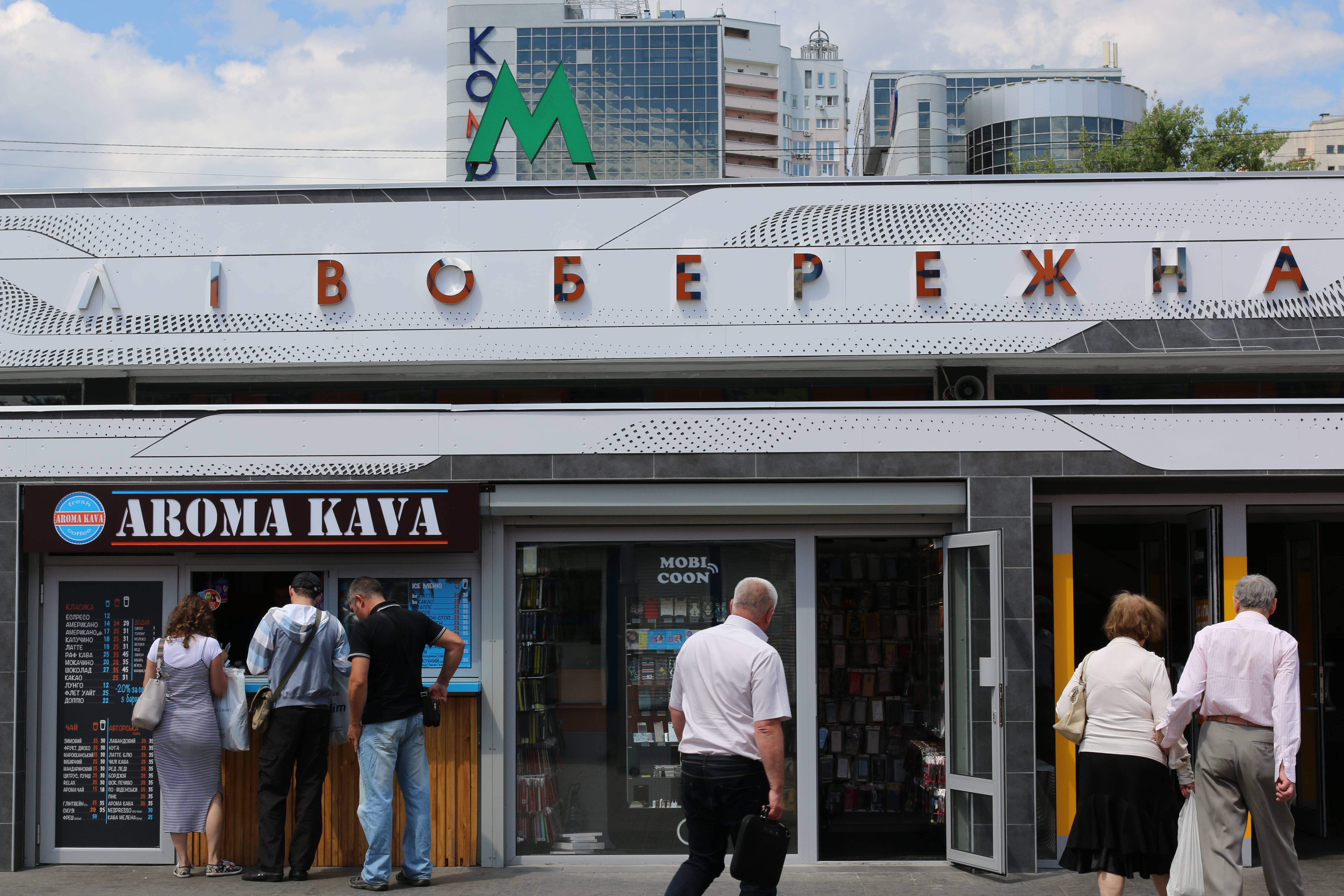
Вестибюль станції
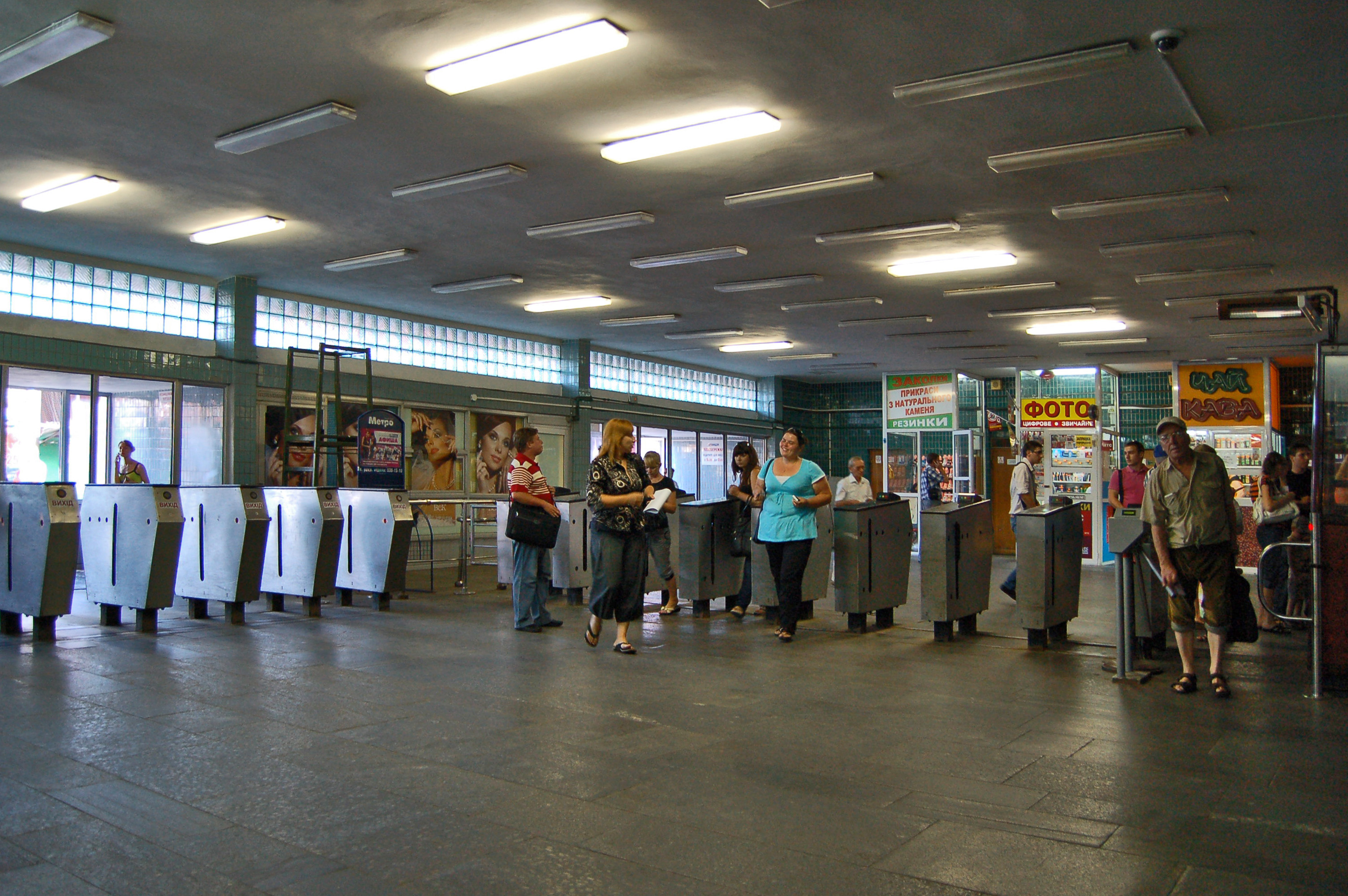
Інтер’єр вестибюля
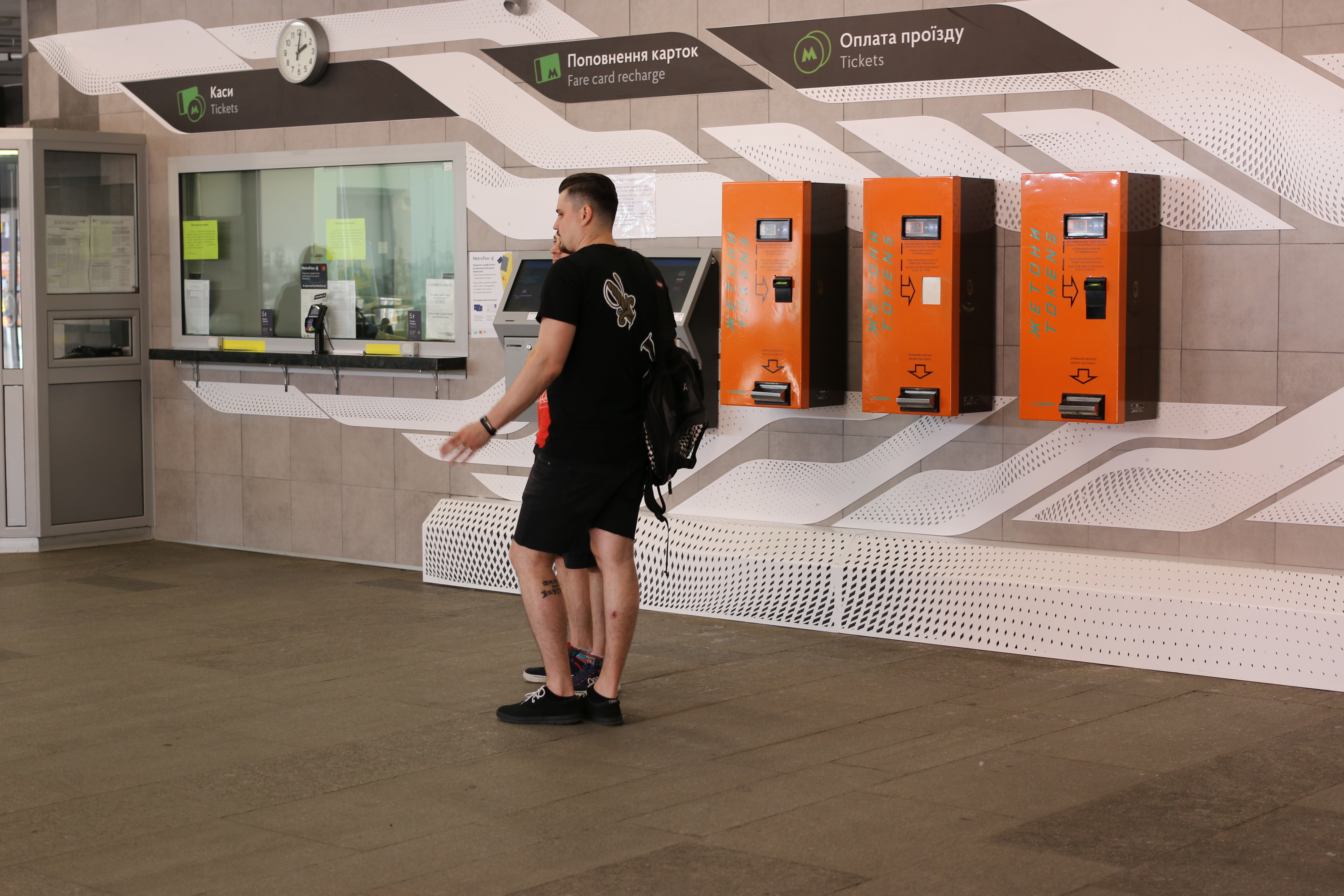
Каси